# بنغون رندم هاوس
شركة بِنْغُوِن رَنْدم هاوس محدودة المسؤولية (بالإنجليزية: Penguin Random House LLC)‏ هي شركة نشر إنجليزية-أمريكية متعددة الجنسيات تأسست في 1 يوليو 2013، باندماج شركتي بنغون غروب ورندم هاوس . تأسست دار بنغون للنشر (Penguin Books) في الأصل عام 1935 وتأسست رندم هاوس في عام 1927.
في 2 أبريل 2020، أعلنت شركة برتلسمان عن إتمام عملية شرائها لبنغون رندم هاوس، والتي أُعْلِنَ عنها في ديسمبر 2019، من خلال شراء ملكية شركة بيرسون العمومية المحدودة البالغة 25٪ للشركة. وبهذا الشراء، أصبح برتلسمان المالك الوحيد لبنغون رندم هاوس. ستُدْمَجْ مجموعة النشر فرلاغسغروبه رندم هاوس (Verlagsgruppe Random House) الناشرة بالألمانية والتابعة لبرتلسمان بالكامل في بنغون رندم هاوس، مضيفة 45 بصمة إلى الشركة، ليصبح المجموع 365 بصمة. 

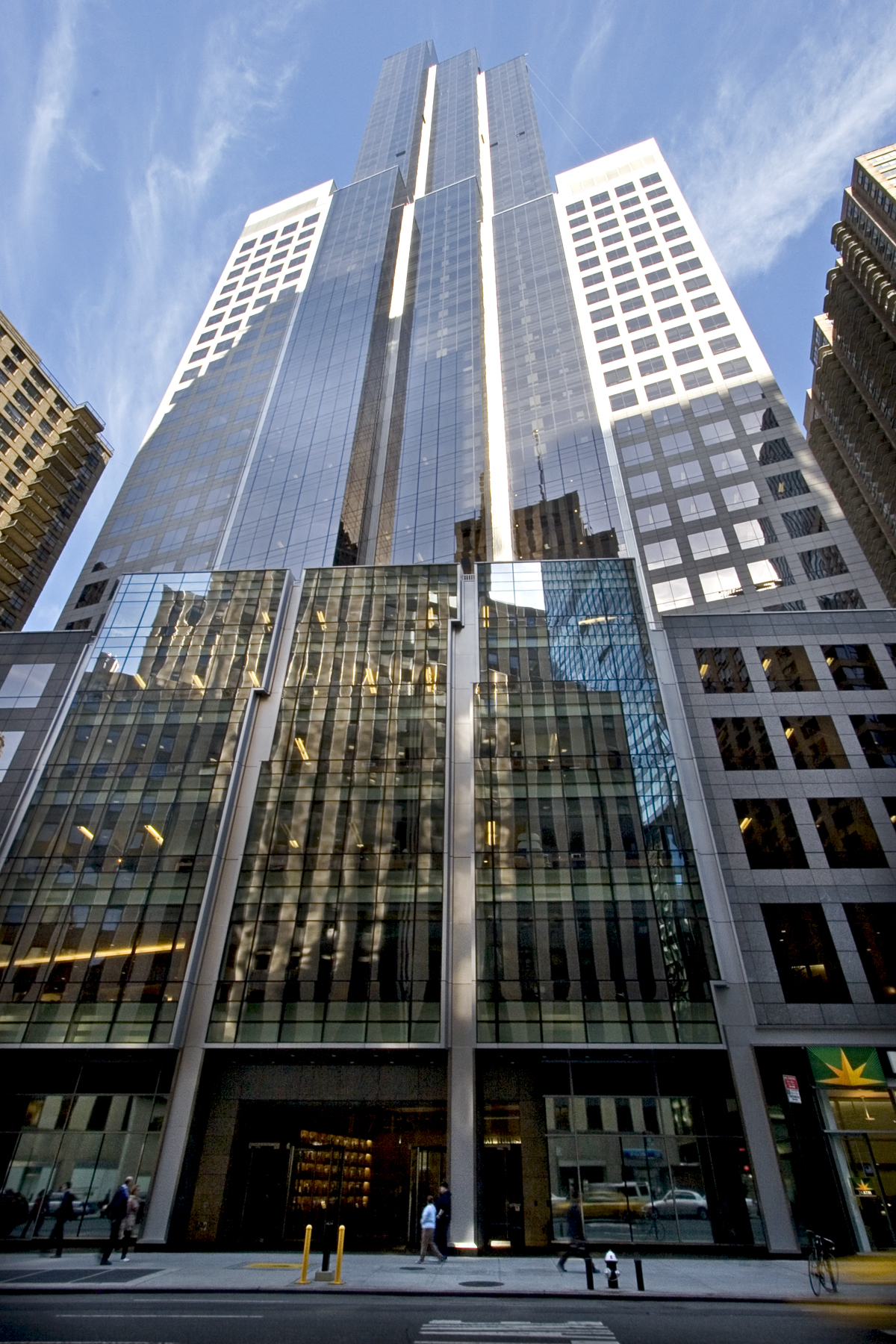
برج رندم هاوس بنيويورك